# Dromahane
Dromahane is een plaats in het Ierse graafschap Cork. 